# Teratopora irregularis
Teratopora irregularis là một loài bướm đêm thuộc phân họ Arctiinae, họ Erebidae.